# Wörthersee
Der Wörthersee, auch Wörther See (slowenisch Vrbsko jezero), ist der größte See Kärntens. Er ist einer der wärmsten Alpenseen Europas.
Der Grund des Sees bis zur Uferlinie gehört den österreichischen Bundesforsten. Das Gewässer selbst ist öffentlich. Der Zugang wird durch überwiegend private Eigner der anliegenden Seegrundstücke beschränkt. Es gibt jedoch eine Vielzahl öffentlicher Strandbäder, darunter mit dem Strandbad Klagenfurt eines der größten Binnenseebäder Europas.

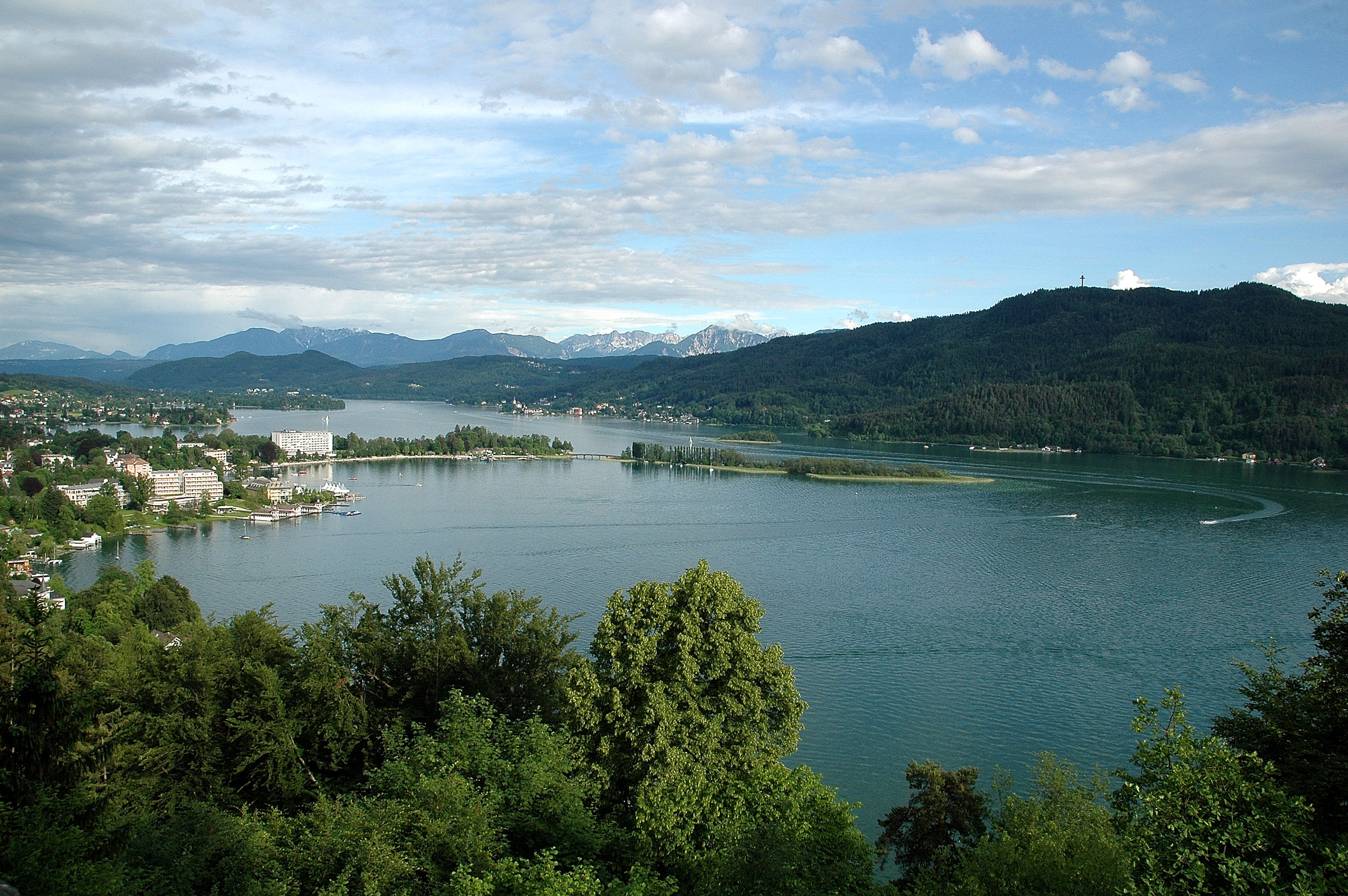
Blick von der Hohen Gloriette auf den Wörthersee, links Pörtschach

## Geographische und morphometrische Daten
Der Wörthersee ist 19,39 km² groß, und er erstreckt sich über eine Länge von 16,5 km vom Westen nach Osten. Er liegt in einer Senke in der Hügellandschaft des Klagenfurter Beckens, die zu einem großen Teil von Gletschern in der Eiszeit geformt wurde. Die Seewanne reicht von der Veldener Bucht bis nach Klagenfurt. Das Einzugsgebiet des Wörthersees umfasst eine Fläche von 162,1 km².
Der See ist durch Inseln, Halbinseln und unterseeische Schwellen in drei Becken gegliedert. Das westliche Becken reicht von Velden bis Pörtschach, das mittlere von Pörtschach bis Maria Wörth, und das östliche erstreckt sich von Maria Wörth bis Klagenfurt. Der tiefste Punkt des Wörthersees liegt bei 85,2 m, die mittlere Tiefe beträgt 41,9 m.
Der Wörthersee wird von einer Vielzahl von kleineren Bächen gespeist. Der Reifnitzbach ist mit einer mittleren Wasserführung von 0,63 m³/s davon der größte. Der im Osten des Sees gelegene Abfluss (Glanfurt/Sattnitz) entwässert den See über die Glan und Gurk in die Drau.
Aufgrund der windgeschützten Lage und der geringen Durchflutung kann die obere Wasserschicht (Epilimnion), die in bis zu 8 Metern Tiefe reicht, Temperaturen bis über 25 °C erreichen, am Ufer steigen die Temperaturen zeitweise noch deutlich höher an. Bis Ende Juni hat der See über 20 °C erreicht, die Abkühlung unter diese Temperatur erfolgt erst im Laufe des Monats September. Die Eislegung beginnt Mitte bis Ende Jänner, der Eisbruch erfolgt Anfang bis Mitte März. Eine geschlossene Eisdecke bildet sich nur in extrem kalten Wintern. Zuletzt fror der Wörthersee im Februar 2006 vollkommen zu und konnte auf einer Bahnlänge von ca. 15 km mit Schlittschuhen befahren werden.

## Inseln
Zwischen den Ortschaften Maria Wörth und Pörtschach gab es ursprünglich drei Inseln, von denen die Insel auf der die Pfarr- und ehemalige Stiftskirche Hll. Primus und Felician durch Absenkung des Wasserspiegels um das Jahr 1770 zur Halbinsel des Ortszentrums von Maria Wörth wurde, wodurch die zuvor bestehende Brücke überflüssig wurde. Die beiden anderen Inseln sind die Kapuzinerinsel bei Unterdellach und die Blumeninsel (früher Schlangeninsel), die ihren früheren Namen zwar nicht von dort lebenden Schlangen, sondern ihrer Gestalt wegen erhalten hatte, jedoch als Bestandteil des Pörtschacher Strandbades vor einigen Jahren „gastfreundlicher“ zur „Blumeninsel“ umbenannt wurde.

## Namensgebung und Schreibweise
Der Name Wörthersee wird urkundlich ab dem Jahr 1143 als Werdse genannt. Der Name ist vom Namen der Ortschaft Maria Wörth bezogen, erstmals urkundlich 875–83 als Uueride erwähnt. Der namengebende Ort liegt auf einer Halbinsel (bei höherem Wasserstand früher auch eine Insel) und wurde mit dem alten Wort Werd (althochdeutsch weride) ‚Insel, Halbinsel; Uferland‘ benannt (man vergleiche die slowenische Bezeichnung für die Ortschaft Otok, d. i. ‚Insel‘ sowie die zahlreichen deutschen Ortsnamen mit Wörth). Er hatte früher auch andere Namen, unter anderem Klagenfurter und Veldener See. Diese Namensgebung spiegelt sich auch in der slowenischen Bezeichnung Vrbsko jezero wider – Vrba steht dabei für Velden – ebenso wie im italienischen Namen des Sees: Lago di Velden.

## Sage von der Entstehung des Wörthersees

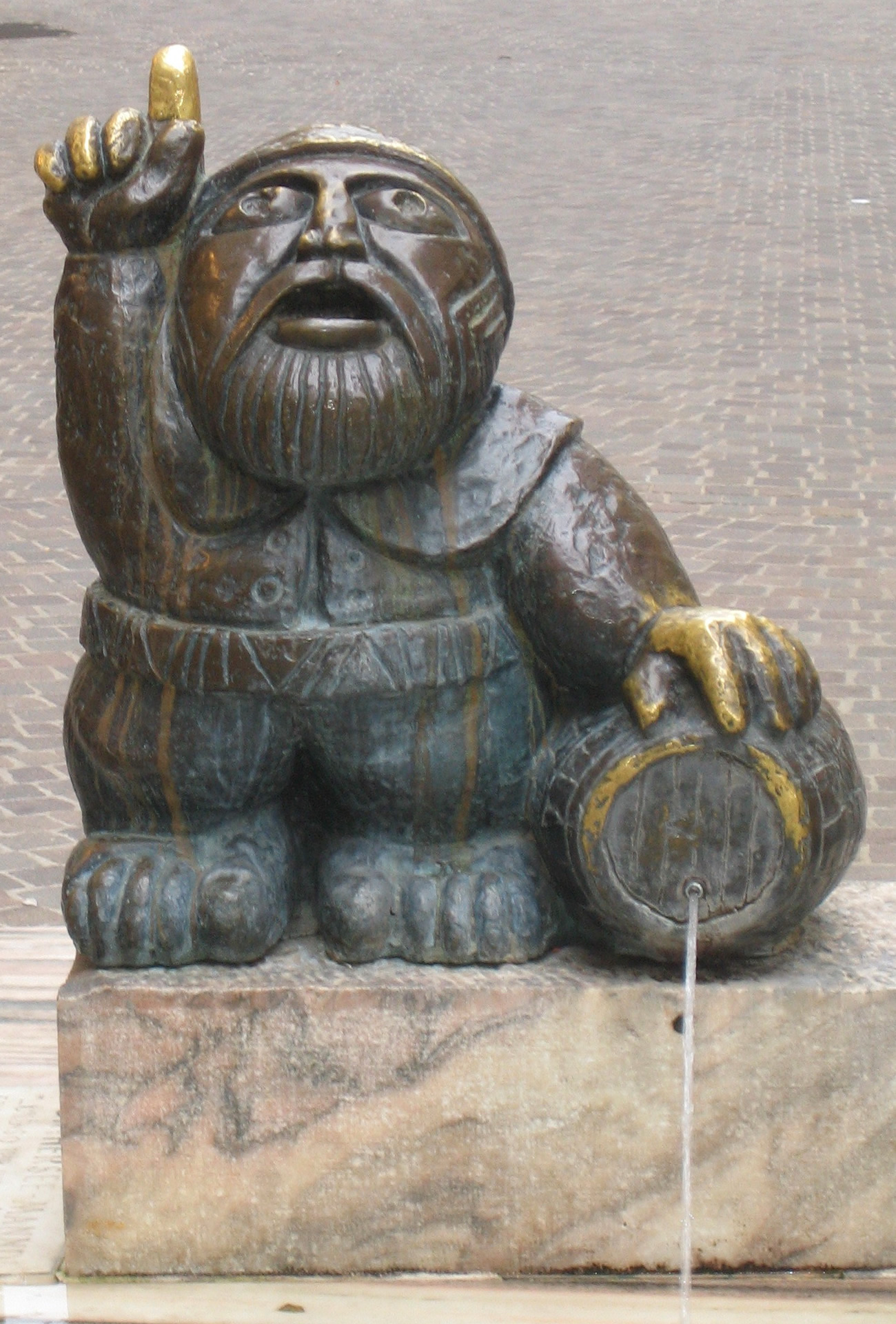
Wörthersee-Mandl in Bronze, in Klagenfurt
(Heinz Goll, 1962)

Eine Sage erzählt von einer Stadt mit prächtigen Häusern, die vor vielen hundert Jahren dort bestanden haben soll, wo heute der Wörthersee liegt. Ihre Bewohner waren durch ihren Reichtum übermütig und üppig geworden, und so kam es, dass sie sich einst am Vorabend des Osterfestes zu Tanz und Gelage versammelten. Glockengeläute zeigte die späte Stunde an, doch niemand kümmerte sich darum. Da öffnete sich die Türe des Festsaales und ein kleines eisgraues Männchen schritt herein und blickte verwundert auf die lärmende Gesellschaft. Grollend erhob es seine Stimme: „Oh, ihr Schwelger, wisst ihr nicht, welche Feier wir morgen begehen? Kehret heim, ehe die Stunde der Buße verrinnt und die Strafe euch erreicht!“ Aber nur höhnisches Lachen antwortete ihm, und nur noch wilder wirbelten die Paare im Tanz. Wenige Minuten vor Mitternacht betrat der Alte zum zweitenmal den Saal, aus dem das wüste Geschrei der Trunkenen tönte. In seinem Arm hielt er ein Fässchen. Noch einmal mahnte er zu Umkehr und Buße: „Sonst öffne ich den Hahn des Fässchens, und Tod und Verderben kommt über euch!“. Wieder antwortet ihm nur rohes Gelächter.
Da schlug es Mitternacht, alle Lichter erloschen, die Mauern erzitterten, Regen stürzte hernieder und ein furchtbares Gewitter brach los. Mit offenem Hahn lag das Fässchen des verschwundenen Warners, endlose Fluten entströmten ihm. Sie drangen in alle Räume und strömten fort, bis sie die ganze Stadt und die ganze Gegend überschwemmt und ihre frevelnden Bewohner ertränkt hatten. So entstand der Wörthersee. Städte, Kirchen und Dörfer liegen in seiner unergründlichen Tiefe begraben, riesige Fische und Wasserschlangen hausen in den alten Palästen. Wenn die Fischer an stillen Sommerabenden an der Schwarzen Wand vorüberfahren, kann es geschehen, dass sie ein Klingen und Läuten vernehmen, das aus der Tiefe des Sees zu kommen scheint.
An diese Sage erinnert ein Brunnen mit dem Wörthersee-Mandl – samt ausrinnendem Fass – in Bronze, (s. Bild) in der Kramergasse in Klagenfurt.

## Orte am See
Die historische Innenstadt von Klagenfurt liegt etwa vier Kilometer östlich des Wörthersees. Sie ist durch den Lendkanal mit dem See verbunden, der im 16. Jahrhundert angelegt wurde, um Baumaterial zu transportieren und den Wassergraben rund um die Stadtmauer zu speisen. Zu Klagenfurt gehören der am See gelegene Europapark Klagenfurt sowie die Halbinsel Maria Loretto mit dem Schloss Maria-Loretto.
Der Luftkurort Pörtschach hat auf der markanten Halbinsel im zentralen Teil eine Uferpromenade, die im Sommerhalbjahr durch ein Blumenmeer verschönt wird.
Der zweitgrößte Ort am Wörthersee, Velden, liegt am gegenüberliegenden, westlichen Ende des Sees. In jüngerer Vergangenheit wurde Velden als Drehort der Fernsehserie Ein Schloß am Wörthersee, für die dort zwischen 1990 und 1993 drei Staffeln mit insgesamt 36 Folgen gedreht und gesendet wurden, einer breiten Öffentlichkeit bekannt.
- Klagenfurt am Wörthersee
- Krumpendorf
- Pörtschach
- Techelsberg
- Velden
- Schiefling am Wörthersee
- Maria Wörth
- Reifnitz

## Seevillen der Jahrhundertwende
Der große Baubestand an Villen und der sehr repräsentativen Bade- und Bootshausarchitektur aus dieser Zeit ist auch als Wörthersee-Architektur bekannt und wurde überwiegend von Wiener Architekten geplant. Wichtigster Repräsentant in dieser Riege war Franz Baumgartner. Ein weiterer bedeutender Planer war Josef Viktor Fuchs mit der Villa Venezia in Pörtschach.

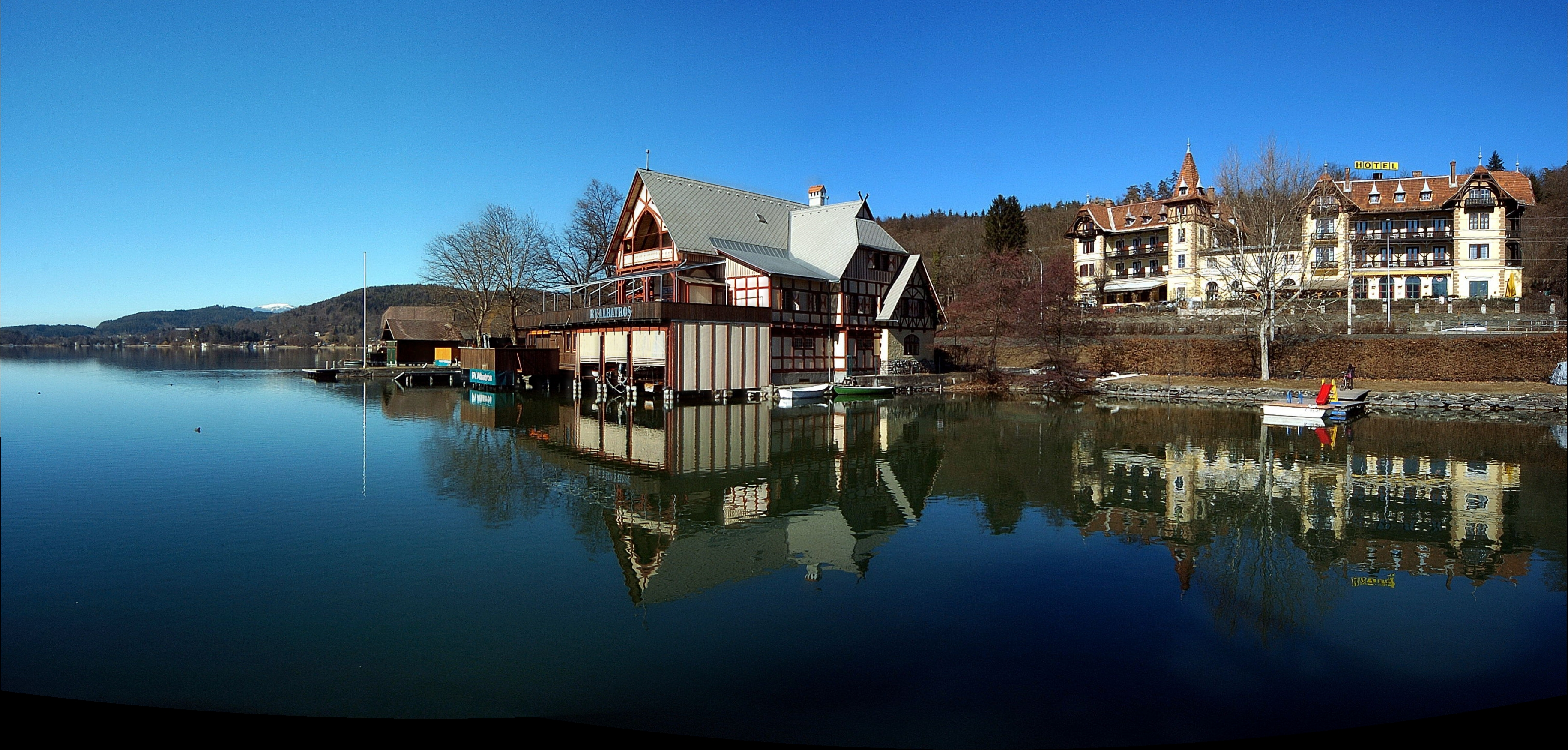
Ruderverein Albatros und Hotel Wörthersee in Klagenfurt
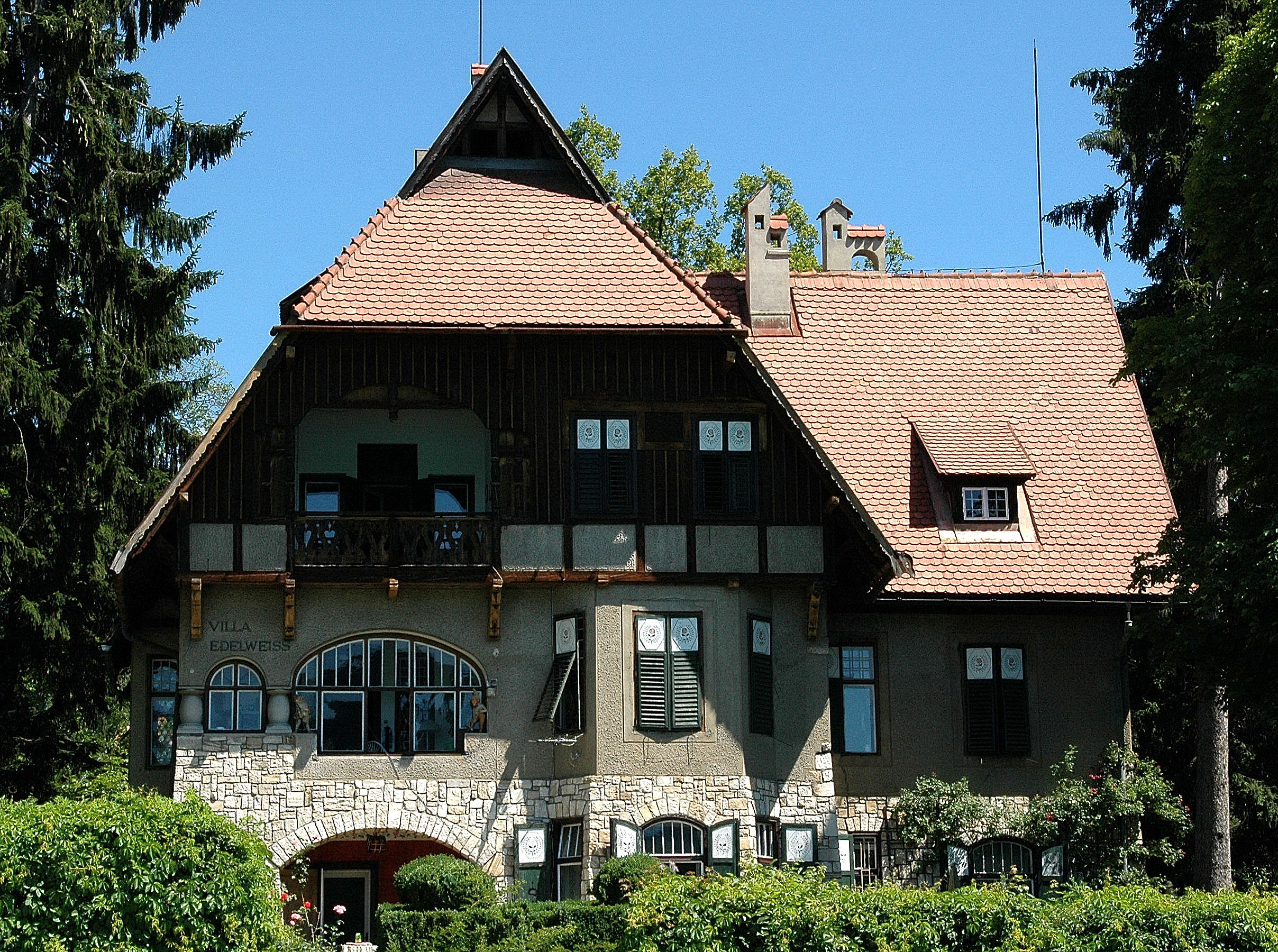
Villa Edelweiss von Franz Baumgartner in Pörtschach
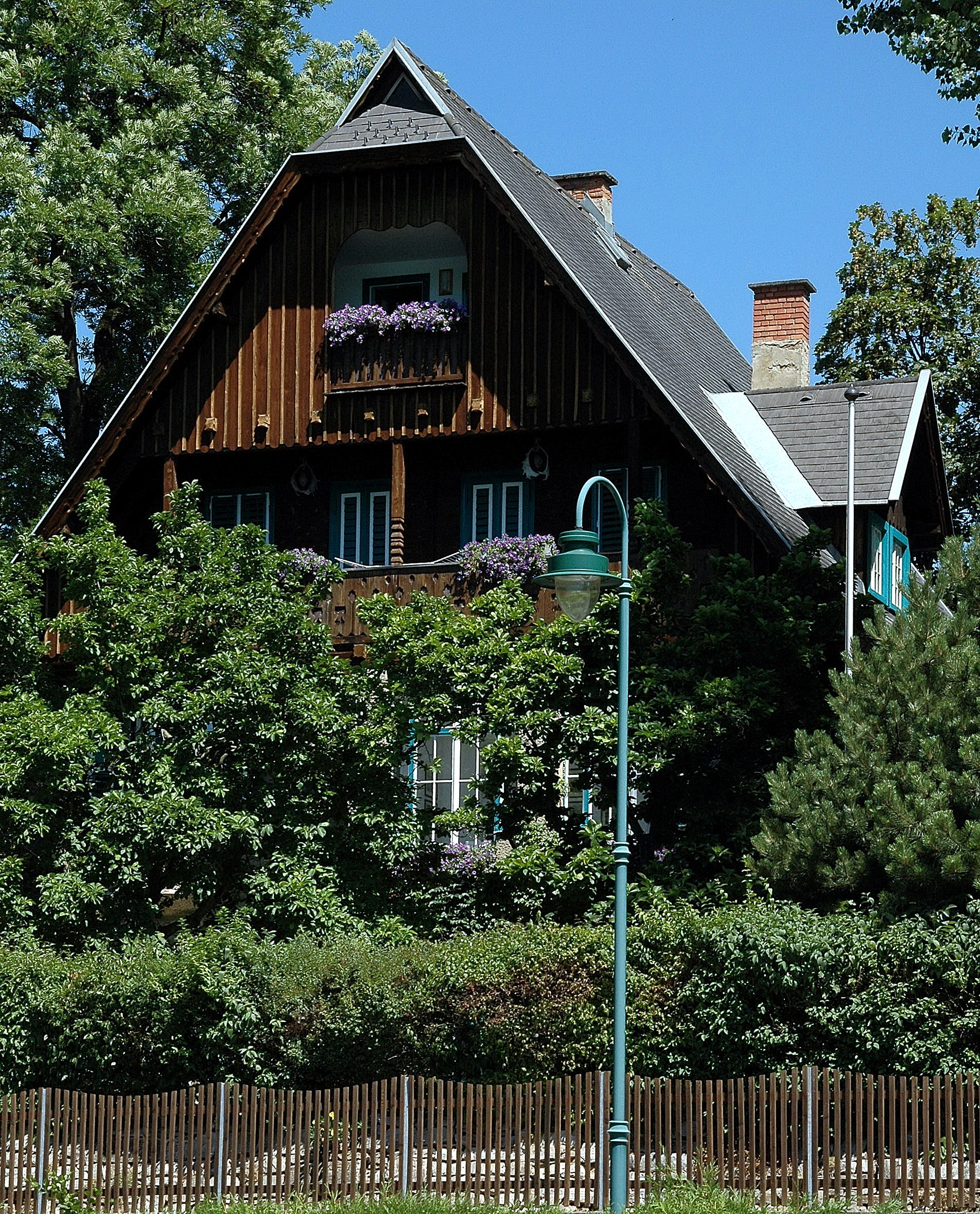
Villa Almrausch von Franz Baumgartner in Pörtschach
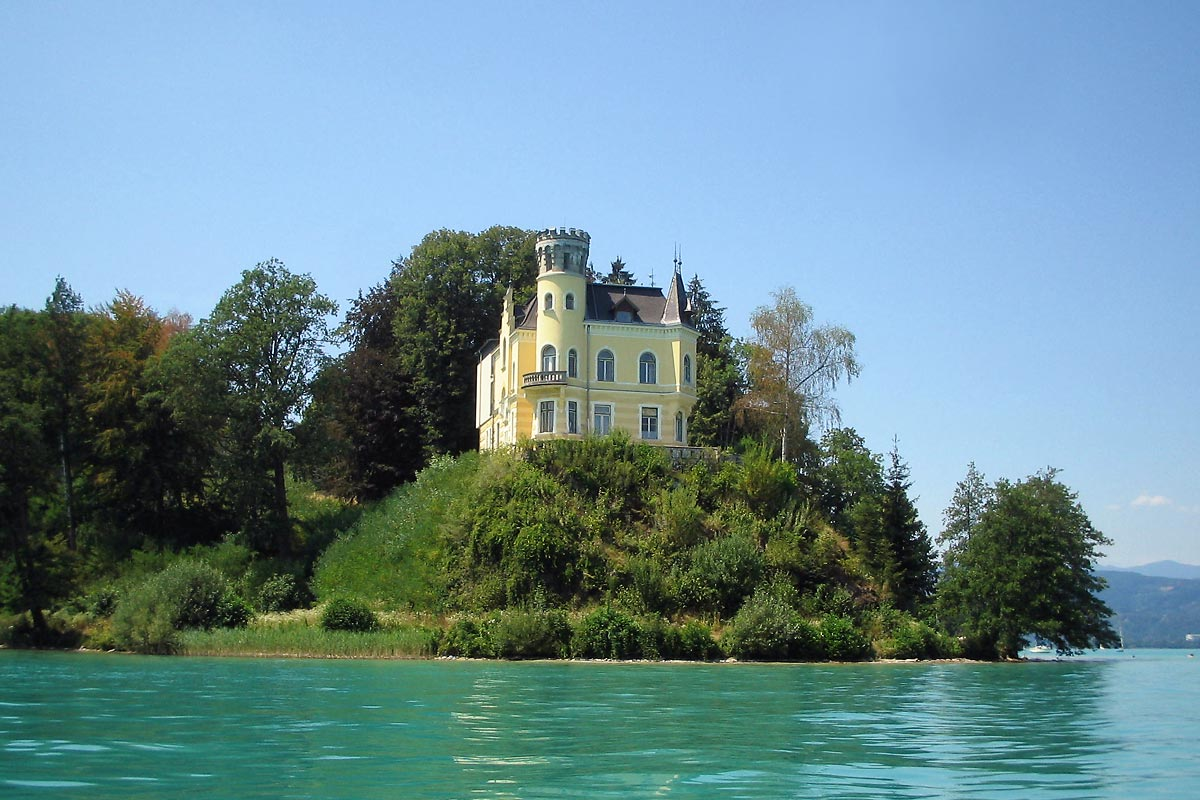
Schloss Reifnitz

## Ökologie

### Wasserqualität
Der Wörthersee gehört dem meromiktischen Zirkulationstyp an, das heißt, das Wasservolumen von 816 Millionen Kubikmetern
wird nicht vollständig, sondern nur bis zu einer Tiefe von 50 bis 60 Metern durchmischt, der darunter liegende Wasserkörper stagniert. Ursache sind neben den schon genannten Faktoren der geringen Durchflutung und der windgeschützten Lage die im Verhältnis zur Fläche relativ tiefen Becken des Sees. Aufgrund dieses Zirkulationsverhaltens wird das Tiefenwasser naturgegeben nicht mit Sauerstoff versorgt, darüber hinaus sorgen abgestorbene und abgesunkene Organismen für einen zusätzlichen Sauerstoffschwund in der Tiefe.
Die insbesondere in den 1960er Jahren stark anwachsende Besiedlung des Einzugsgebiets sorgte durch Einleiten von Abwässern für eine verstärkte Nährstoffbelastung und löste damit eine Vergrößerung der sauerstofffreien Zone nach oben hin aus. Die Folge war starke Eutrophierung, mit der unter anderem eine massive Algenblüte einherging.
Der Bau eines Abwasserkanalnetzes und weitere Sanierungsmaßnahmen haben für eine rasche Eindämmung der Eutrophierungserscheinungen, die zu Beginn der 1970er Jahre einen Höhepunkt erreichten, gesorgt. Der Wörthersee hat sich zwischen 1971 und 2002 vom mesotrophen zum schwach mesotrophen Gewässer mit oligotrophem Charakter des Epilimnions entwickelt.

### Wasserfarbe
Eine Besonderheit ist das Vorherrschen der Burgunderblutalge (Planktothrix rubescens) im pflanzlichen Plankton. Diese zu den Blaualgen zählende Algenart ist im Frühjahr im gesamten Wasserkörper zwischen 0 und 30 Meter Tiefe verteilt und bindet die Nährstoffe der Oberflächenschicht. Mit zunehmender Erwärmung zieht sich diese Alge in die Tiefe von 8 bis 20 Meter zurück. Daher ist der Oberflächenbereich während der Sommermonate relativ nährstoff- und algenarm, ein Umstand, der für die hervorragende optische Qualität der Oberflächenschicht des Wörthersees mitverantwortlich ist.
An heißen Tagen fällt eine weißliche Trübe auf, die dem Wörthersee seine charakteristische türkise Farbe verleiht. Die Kalkteilchen entstehen durch die Tätigkeit von Algen und Unterwasserpflanzen (Assimilation), die aus kalkreichem Wasser Calciumcarbonat ausfällen. Die Kalkplättchen lagern sich in den Uferregionen ab und bilden die hellgrauen Seekreidebänke.

### Landschafts- und Naturschutzgebiete
Besonders wertvolle Bereiche im Einzugsgebiet des Wörthersees wurden zu Landschafts- (LSG) und Naturschutzgebieten (NSG) erklärt:
- LSG Maiernigg: 24 ha, LGBl. Nr. 69/1970
- LSG Lendspitz – Siebenhügel: 104 ha, LGBl. Nr. 67/1970
- LSG Pyramidenkogel: 770 ha, LGBl. Nr. 73/1970
- LSG Rauth: 152 ha, LGBl. Nr. 72/1970
- LSG Schrottkogel: 504 ha, LGBl. Nr. 71/1970
- LSG Villa Alban Berg: 12 ha, LGBl. Nr. 92/1971
- NSG Walterskirchen: 23 ha, LGBl. Nr. 37/1953
- LSG Pörtschacher Halbinsel: 8 ha, LGBl. Nr. 76/1970
- LSG Leonstain: 22 ha, LGBl. Nr. 75/1970

### Fischbestand
Im Wörthersee sind die folgenden Fischarten beheimatet:
| - Aitel (Leuciscus cephalus) - Amurkarpfen (Ctenopharyngodon idella) - Barsch (Perca fluviatilis) - Bitterling (Rhodeus sericeus amarus) - Brachse (Abramis brama) - Europäischer Aal (Anguilla anguilla) - Forellenbarsch (Micropterus salmoides) | - Gemeiner Sonnenbarsch (Lepomis gibbosus) - Güster (Abramis björkna) - Hecht (Esox lucius) - Karpfen (Cyprinus carpio) - Laube (Alburnus alburnus) - Mairenke (Chalcalburnus chalcoides mento) - Reinanke (Coregonus lavaretus) | - Rotauge (Rutilus rutilus) - Rotfeder (Scardinius erythrophthalmus) - Schleie (Tinca tinca) - Seeforelle (Salmo trutta f. lacustris) - Silberkarpfen (Hypophthalmichthys molitrix) - Wels (Silurus glanis) - Zander (Sander lucioperca) |

Die am häufigsten vorkommenden Fische im Wörthersee sind der Hecht und die Reinanke.

### Wasservögel
Aus ornithologischer Sicht können folgende Arten beobachtet werden: Blässhuhn, Eistaucher, Schwan, Graureiher, Haubentaucher, Höckerschwan, Knäkente, Lachmöwe, Mandarinente, Reiherente, Rohrdommel, Stockente, Teichralle und Zwergtaucher.
Einige Zugvögel nutzen den Wörthersee als Winterquartier.

## Tourismus

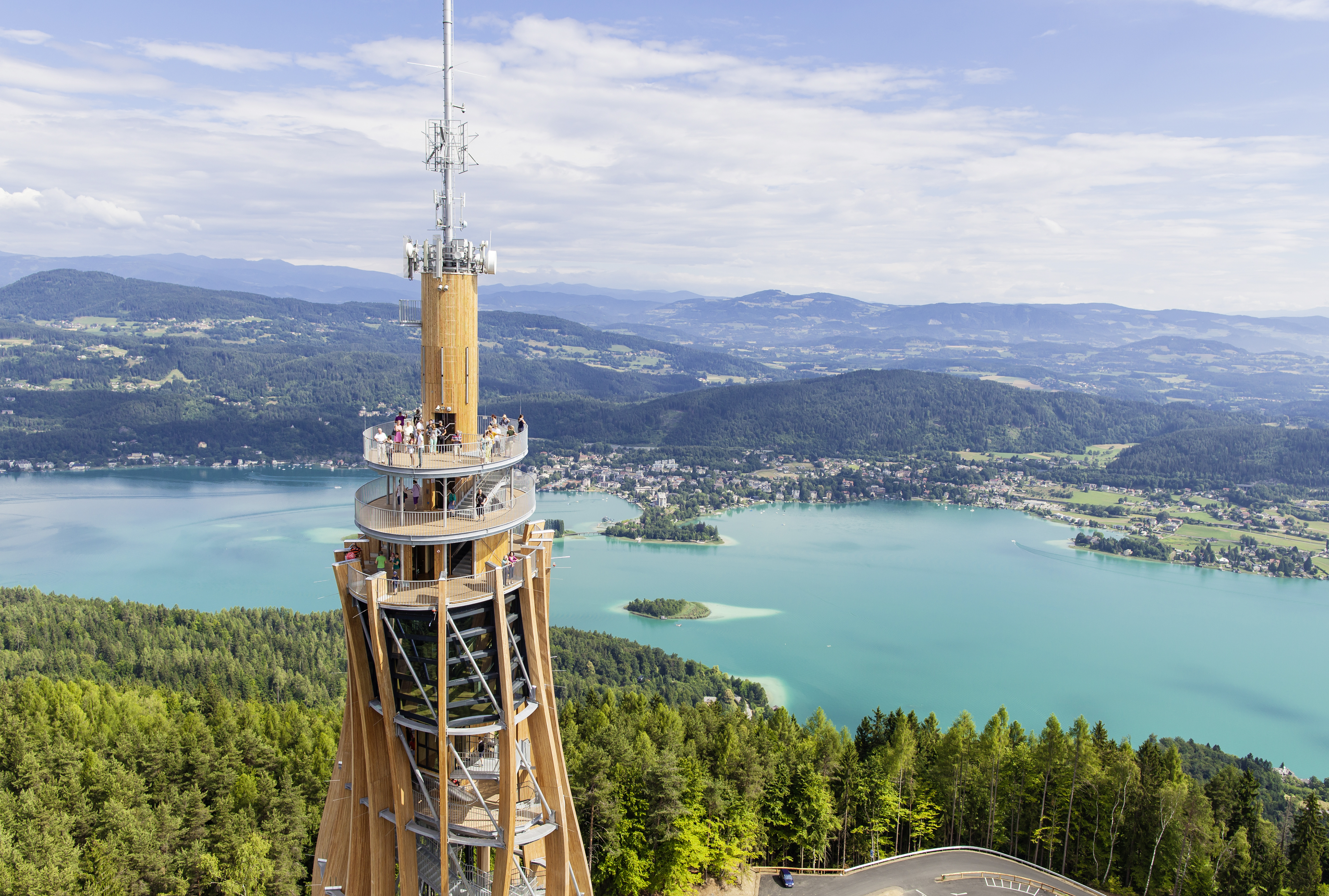
Blick auf den Wörthersee mit den Aussichtsplattformen des Pyramidenkogel-Turms im Vordergrund

### Geschichte
Der Wörthersee wurde nicht zuletzt aufgrund seiner Lage zwischen den beiden größten Städten des Bundeslandes Kärnten, Klagenfurt und Villach, schon vergleichsweise früh für den Fremdenverkehr erschlossen. Nachdem Klagenfurt 1864 durch die Südbahn an das österreichische Eisenbahnnetz angeschlossen und die Strecke anschließend am Ufer des Wörthersees entlang nach Villach verlängert wurde, entdeckten viele wohlhabende Wiener den Wörthersee als „Sommerfrische“-Region. Daraus zogen aufgrund ihrer günstigen Verkehrslage zunächst die am Nordufer gelegenen Orte, insbesondere Velden und Pörtschach, einen Nutzen, während das Südufer noch bis ins ausgehende 19. Jahrhundert nur wenig vom Tourismus berührt wurde. Der Grund hierfür war zum einen die bahnferne Lage, zum anderen gab es entlang des Südufers lange Zeit keine durchgehende Straßenverbindung, erst 1899 wurde die 19 km lange Kaiser-Franz-Joseph-Straße (heute: Wörthersee-Süduferstraße, L96) eingeweiht.
Ein maßgeblicher Wegbereiter der touristischen Entwicklung war Ende des 19. Jahrhunderts der Wiener Porzellanfabrikant Ernst Wahliss. Er ließ auf der Pörtschacher Halbinsel das Parkhotel und eine Villenanlage errichten. Im Jahr 1890 kaufte er das Schloss Velden und machte daraus eine exklusive Hotelanlage. Das Schloss gilt bis heute als bekanntester Fremdenverkehrsbetrieb am See, wozu vor allem seine Nutzung als Drehort für Filme und Fernsehproduktionen beigetragen hat. Es war namensgebend für die 1990 bis 1992 produzierte TV-Serie Ein Schloß am Wörthersee mit Roy Black und Uschi Glas in den Hauptrollen, die in mehr als 40 Ländern ausgestrahlt wurde.
Der Wörthersee entwickelte sich bereits Ende des 19. Jahrhunderts zu einem Treffpunkt von Mäzenen und Künstlern. Gustav Mahler schuf zum Beispiel mehr als die Hälfte seiner Symphonien auf „Sommerfrische“ in seiner Villa, Alban Berg verbrachte seine entscheidenden kompositorischen Jahre in Auen bei Velden und Johannes Brahms urlaubte in den Sommermonaten der Jahre 1877 bis 1879 in Pörtschach. Auf Brahms Spuren kann man heute entlang eines 6 Kilometer langen Themen-Wanderweges bei Pörtschach unterwegs sein. An Mahler erinnert sein zum Museum umgestaltetes Komponierhäuschen in der Nähe des Strandbads Maiernigg bei Klagenfurt.
In der Zwischenkriegszeit traf sich die internationale Prominenz in Schloss Windisch-Graetz in Sekirn am Südufer, an dessen Stelle heute die Villa der Milliardärin Heidi Horten steht. Eduard, der Herzog von Windsor, und seine Ehefrau Wallis Simpson waren dort ebenso zu Gast wie der spätere US-Präsident John F. Kennedy, der im August 1939 als 22-jähriger Student die letzten Tage vor dem Ausbruch des Zweiten Weltkriegs im Schloss verbrachte. Prominente Stammgäste am Wörthersee waren in der zweiten Hälfte des 20. Jahrhunderts u. a. Heinz Conrads und Peter Alexander, der in Krumpendorf eine Villa besaß.

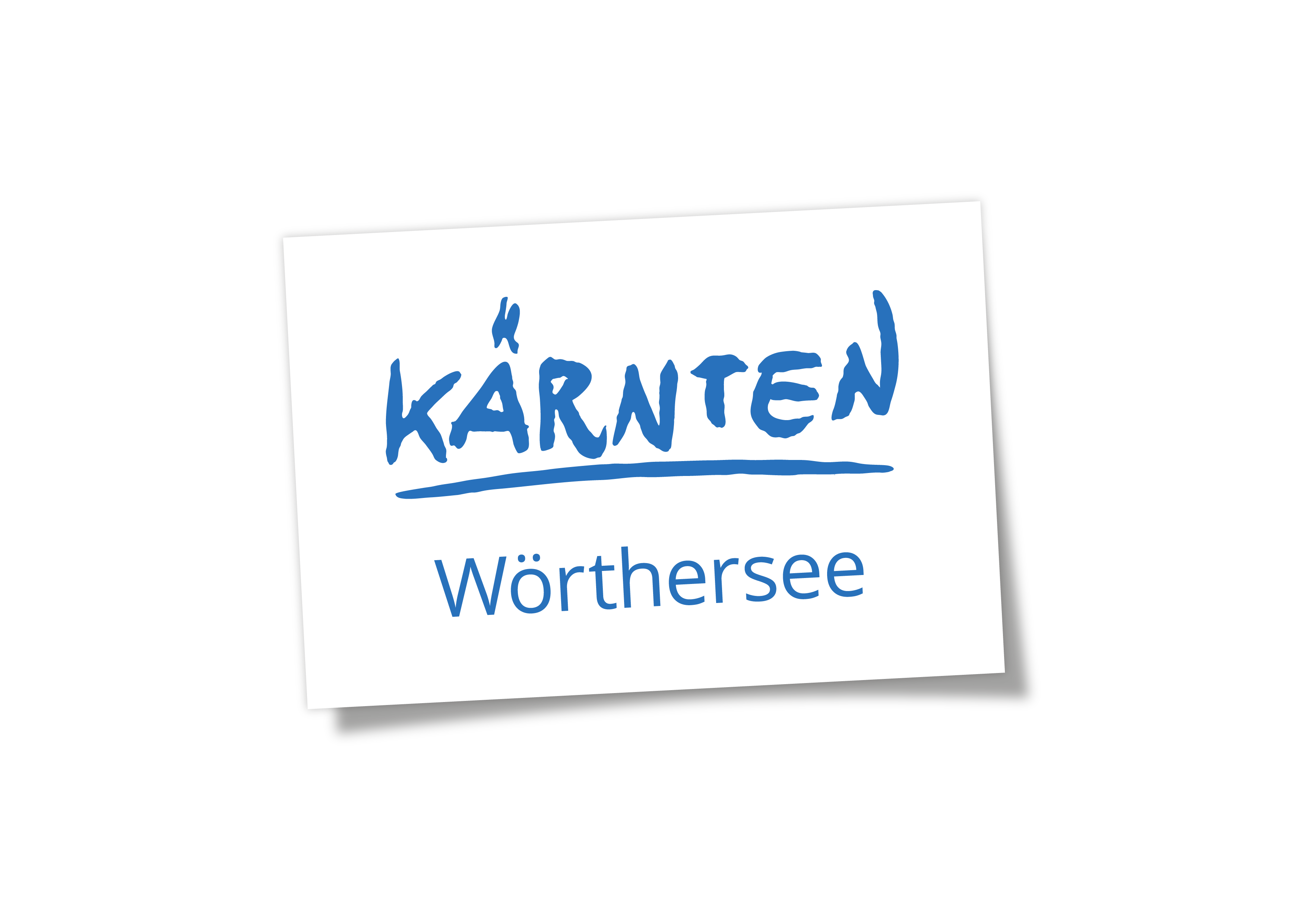
Logo der Tourismusregion Wörthersee

„Sehen und gesehen werden“ ist touristisch vor allem in der Sommersaison nach wie vor angesagt. Der Wörthersee gilt aufgrund einiger moderner Leitbetriebe, der vergleichsweise hohen Dichte an Gourmetrestaurants und österreichweit bekannter Events wie Fête Blanche, Pink Lake oder Starnacht als Lifestyle-Destination. Zur Saisonverlängerung positioniert sich die Region darüber hinaus zunehmend als Erlebnisraum für Wanderer und Sportler. Eine zentrale Rolle nimmt dabei neben zahlreichen anderen Themenwanderwegen der 55 Kilometer lange Wörthersee-Rundwanderweg ein. Außerdem wurde mit dem Projekt Velo Wörthersee ein Portal für Rennrad- und Gravelbike-Touren aufgebaut.
Beliebtestes Ausflugsziel am Wörthersee ist seit der Neugestaltung 2013 der ganzjährig geöffnete Aussichtsturm auf dem Pyramidenkogel, den jährlich mehr als 300.000 Menschen besuchen.
Im Jahr 2018 verzeichnete die Tourismusregion Wörthersee (ohne Klagenfurt) rund 1,6 Millionen Nächtigungen bei 465.000 Ankünften. Die meisten Urlauber kamen aus Österreich, Deutschland und den Benelux-Staaten.

### Wörtherseeschifffahrt

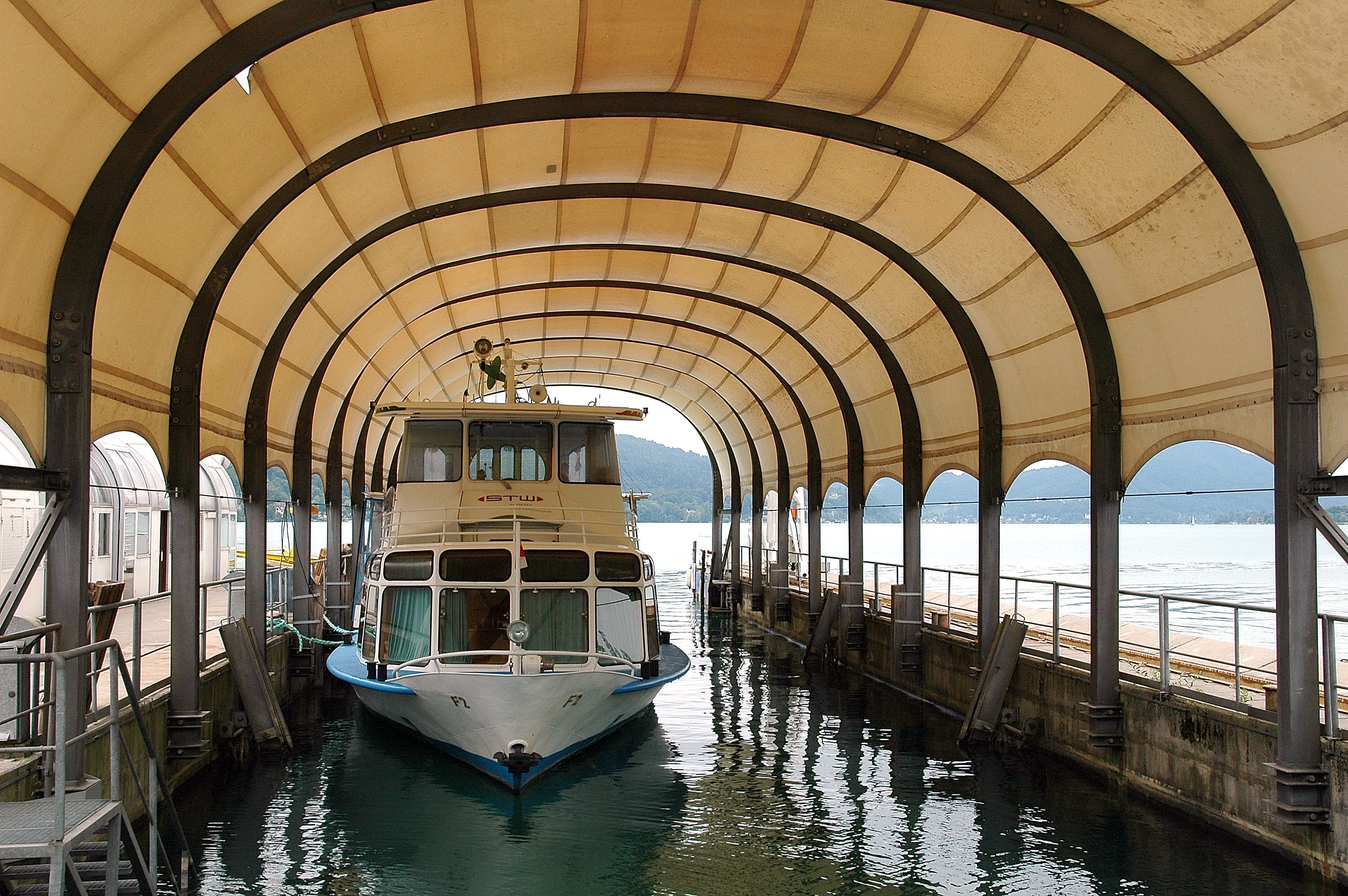
Schiffswerft Klagenfurt

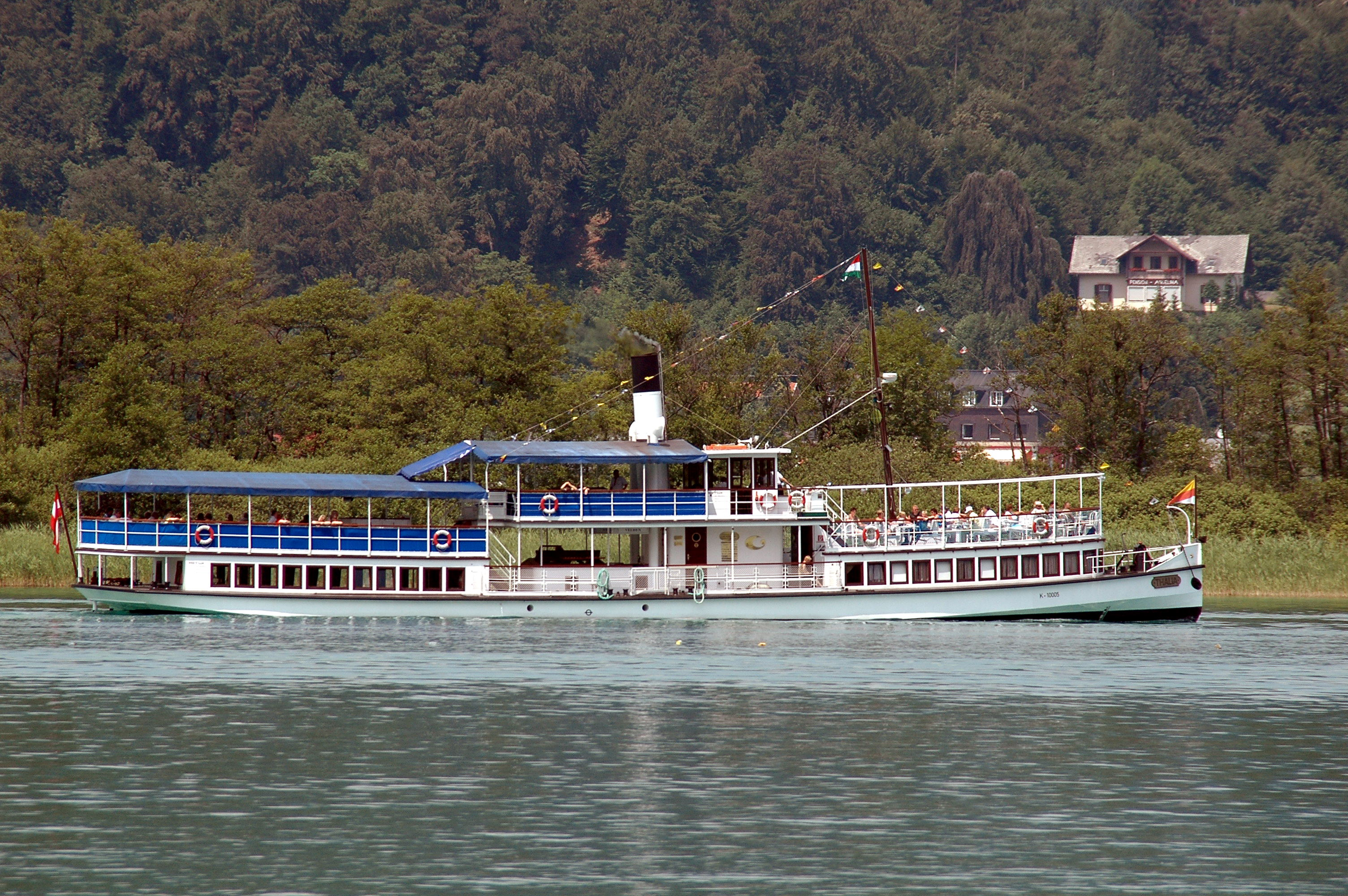
Dampfschiff Thalia

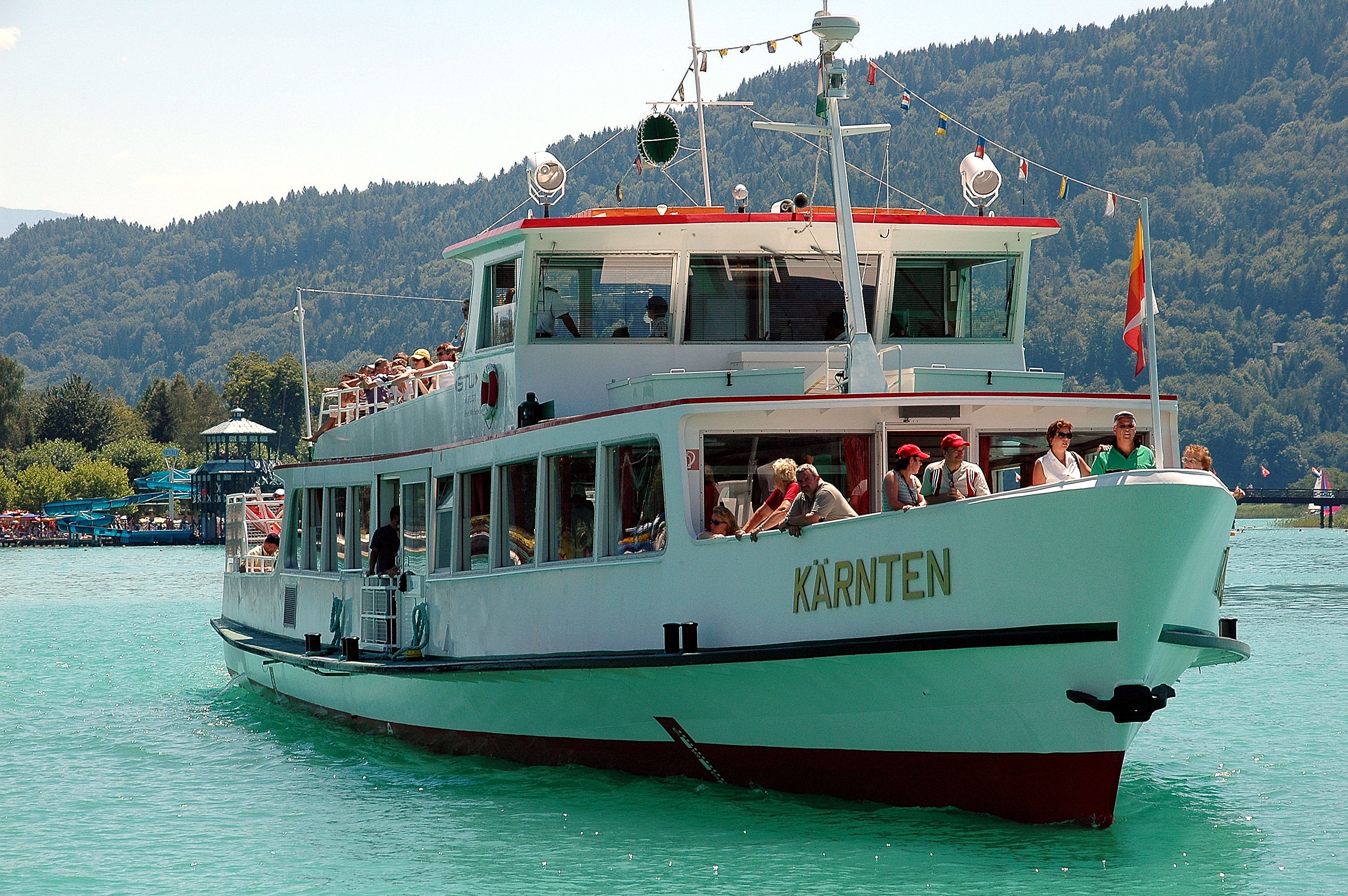
Motorschiff Kärnten

Im Frühjahr 1853 gründete Freiherr Edmund von Herbert die erste Dampfschifffahrtsgesellschaft am Wörthersee und investierte 13.500 Gulden für einen gebrauchten Raddampfer, die Maria Wörth, welche das einzige Schiff seiner Dampfschifffahrtsgesellschaft blieb.
Am 9. Oktober desselben Jahres wurde dann der Linienbetrieb aufgenommen, und die Maria Wörth fuhr zweimal täglich von Velden nach Klagenfurt und wieder retour. Passagiere der Ersten Klasse mussten 1 Gulden bezahlen, ein Platz in der Zweiten Klasse kostete 36 Kreuzer. Diese Schiffslinie war zur damaligen Zeit eine reine Verkehrsverbindung, die von den Bewohnern genutzt wurde, um zum Einkaufen oder zur Arbeit, vorwiegend nach Klagenfurt, zu gelangen. Damals war es möglich, mit der Maria Wörth auf dem Lendkanal bis zum „Lendhafen“ im Zentrum Klagenfurts zu gelangen. Mehr als 30.000 Fahrgäste wurden bereits im ersten Jahr von der Herbert’schen Dampfschifffahrtsgesellschaft transportiert, obwohl der Fahrpreis sehr hoch war.
Im Jahr 1863 wurde die Südbahnlinie erweitert, so dass Klagenfurt auch mit dem Zug zu erreichen war. In der Folge stieg der Fremdenverkehr am Wörthersee an, und Dampfschifffahrten wurden bei den Urlaubern sehr beliebt.
Die Arbeit auf einem Dampfschiff war hart, musste doch die Kohle, mit der die Dampfschiffe damals betrieben wurden, von Heizern mit Schaufeln nachgelegt werden. Sie mussten bis zu 350 Stunden im Monat arbeiten, wurden aber dementsprechend entlohnt. Bei den Dampfschiffen musste circa zwei Stunden vor Abfahrt mit dem Heizen begonnen werden, damit zum Fahren genügend Dampf bereitstand.
Im Jahr 1883 wurden bereits 175.000 Fahrgäste pro Jahr befördert. Bis 1930 stieg die Anzahl der Passagiere auf 230.000. Ab 1891 stand den Klagenfurtern neben der Lendkanalschifffahrt auch eine Pferdetramway entlang des Lendkanals zur Verfügung. Ihr Ziel war die Schiffsanlegestelle am Wörthersee bei Klagenfurt, wo die großen Dampfschiffe ablegten. Auch die erste Autobuslinie war keine ernstzunehmende Konkurrenz für die zwei Schifffahrtsgesellschaften.
Die größten Schiffe auf dem See waren die Thalia (1909), die Helios (1892), die ab 1928 für ein Jahrzehnt Pörtschach hieß, und die Neptun (1883), die als Dampfschiffe alle noch bis nach dem Zweiten Weltkrieg den Wörthersee befuhren, während die alte Carinthia zum Motorschiff Koschat II umgebaut worden war. Das einzige Schiff, das aus dieser Zeit geblieben ist, ist der Schraubendampfer Thalia. Auch er sollte nach 76 Dienstjahren in den 1980er Jahren verschrottet werden. Dies konnte allerdings verhindert werden, das Schiff wurde generalsaniert und wieder in einen fahrbereiten Zustand gebracht. Anfang Juni 1988 wurde dann die erste Probefahrt seit der Restaurierung gemacht. Die zweite Jungfernfahrt fand am 2. Juli statt.
Insgesamt beschifften im Laufe der Zeit sieben Schifffahrtsgesellschaften den Wörthersee, wobei einige nur auf Motorschiffe setzten. Im Jahre 1913 wurde die letzte noch bestehende bis dato private Dampfschifffahrtsgesellschaft von der Stadt Klagenfurt aufgekauft und unter die Kontrolle der Klagenfurter Stadtwerke gegeben, die den Linienverkehr bis 2010 betrieben; Ende 2010 wurde die Schifffahrt von der Stadt Klagenfurt privatisiert und an den Unternehmer Martin Ramusch verkauft. Der Kauf umfasste alle Motorschiffe, das Dampfschiff Thalia und die Werftanlagen. Die Flotte besteht 2011 aus dem Dampfschiff Thalia, den Motorschiffen Klagenfurt, Kärnten und Velden. 2012 kam das elektrisch betriebene Schiff Maria Wörth dazu. Letzteres wird hauptsächlich für den Verkehr auf dem Lendkanal eingesetzt.
Zu den ältesten Motorschiffen zählen die Lorelei und ihr Schwesterschiff Loretto. Sie wurden im Jahre 1924 in Wien bei der Donauwerft vom Stapel gelassen. Nach 71 Jahren Einsatz als Ausflugsschiffe wurden sie schließlich 1995 an die Donau an eine Privatperson verkauft. Als sie havariert schließlich verschrottet werden sollten, kaufte die private Nostalgieschifffahrt Wörthersee, die beiden historischen Schiffe zurück. Die Lorelei und die Loretto kamen so 1999 bzw. 2001 wieder an den Wörthersee, wurden restauriert, machen seit 2000 bzw. 2004 Sonderfahrten und fassen nun jeweils 40 Passagiere. Der Verein Nostalgiebahnen in Kärnten besitzt und betreibt beide Schiffe.
Im Jahr 1982 wurde die Schiffswerft in der Ostbucht des Wörthersees in Betrieb genommen und auch noch heute ist die Werft an diesem Platz vorhanden.
Von größeren Unfällen blieb die Wörtherseeschifffahrt bis auf eine Ausnahme verschont: Das einzige Unglück ereignete sich im Jahr 1945, als bei einer Schiffsexplosion der Maschinist getötet wurde. Er hatte zum Starten der Maschine anstelle einer Druckluftflasche eine Sauerstoffflasche angeschlossen, was zu einer heftigen Explosion führte.

### Regelmäßige Veranstaltungen
- 1. Jänner: Wörthersee Neujahrsschwimmen in Velden[23]
- erstes Wochenende im Jänner: 72 km Wörthersee Extrem, Winterwanderung um den See, Start Samstag 0 Uhr in Velden[24]
- April/Mai: See.Ess.Spiele, Genussfestival in Betrieben rund um den See (seit 2017)[25]
- April: Wörthersee autofrei, Radler/Skater-Erlebnistag,[26] per Rad oder Inline-Skates 44 km im Uhrzeigersinn um den See (seit 1997; Sonntag 10–17 Uhr)[27][28]
- (ehemals:) Mai/Juni (1982–2022; davon 1992–1995 und 2020–2022 offiziell abgesagt) Autonews, vulgo GTI-Treffen in Reifnitz
- Juni: Namaste am See, Yoga-Festival um den See (seit 2017)[29]
- Juni: Vespa Days Pörtschach, Vespa-Treffen[30]
- Juni, alle ungeraden Jahre: Int. Oldtimertreffen Die Rose vom Wörthersee, Pörtschach
- Juni: Int. Sportwagenfestival, Velden[31]
- Juni: Wörthersee Triathlon, Start und Ziel im Strandbad Klagenfurt[32]
- Juni: Sonnwendwanderung, Wörthersee-Umrundung (62 km) oder „Wörthersee-Halbdistanz“ (25,5 km) ab Pörtschach in der Nacht von Samstag auf Sonntag nach der Sommersonnenwende[33]
- Juni/Juli: Int. Rolls-Royce & Bentley Treffen, Luxuswagen, in Velden (seit 2002)[34]
- Anfang Juli: Ironman Austria, Triathlon in Klagenfurt (Start im Strandbad Klagenfurt)
- Anfang Juli: „Schwimmen statt Baden“, mit dem Schiff vom Parkbad Krumpendorf nach Sekirn, 1,2 km zurück Schwimmen, Breitensport ohne Zeitnehmung (seit 2009)[35]
- Juli: Starnacht am Wörthersee, Klagenfurt (seit 2000)
- Juli: Fête Blanche (Pörtschach) und White Nights (Velden)
- Mitte Juli – Ende August: täglich abends (19h30–22h30) Flaniermeile mit Straßenkunst statt Autoverkehr am Seecorso in Velden plus Bambini-Flaniermeile mit Mitmach-Zirkus[36]
- August: Halbmarathon Kärnten läuft (von Velden nach Klagenfurt)
- August: Marienschiffsprozession auf dem Wörthersee am 15. August (Klagenfurt, Krumpendorf, Pörtschach, Velden, Maria Wörth, Klagenfurt)
- August: Pink Lake Festival für die LGBT-Community (seit 2007)[37]
- September: Wörthersee Ultra Trail (Ultramarathon ,(Lauf) rund um den See)[38]
- Oktober–Mai: Winterschwimmen jeden Sonntag um 10 Uhr vor dem Schlosshotel Velden[39]
- Oktober: Krimifest am Wörthersee[40]
- 26. Oktober: Wörthersee Herbstwanderung, Wörthersee-Umrundung (62 km) und Genusswanderung (13 km) ab Pyramidenkogel[41]
- Dezember: Adventmärkte rund um den Wörthersee[42]

## Der Wörthersee als Filmkulisse

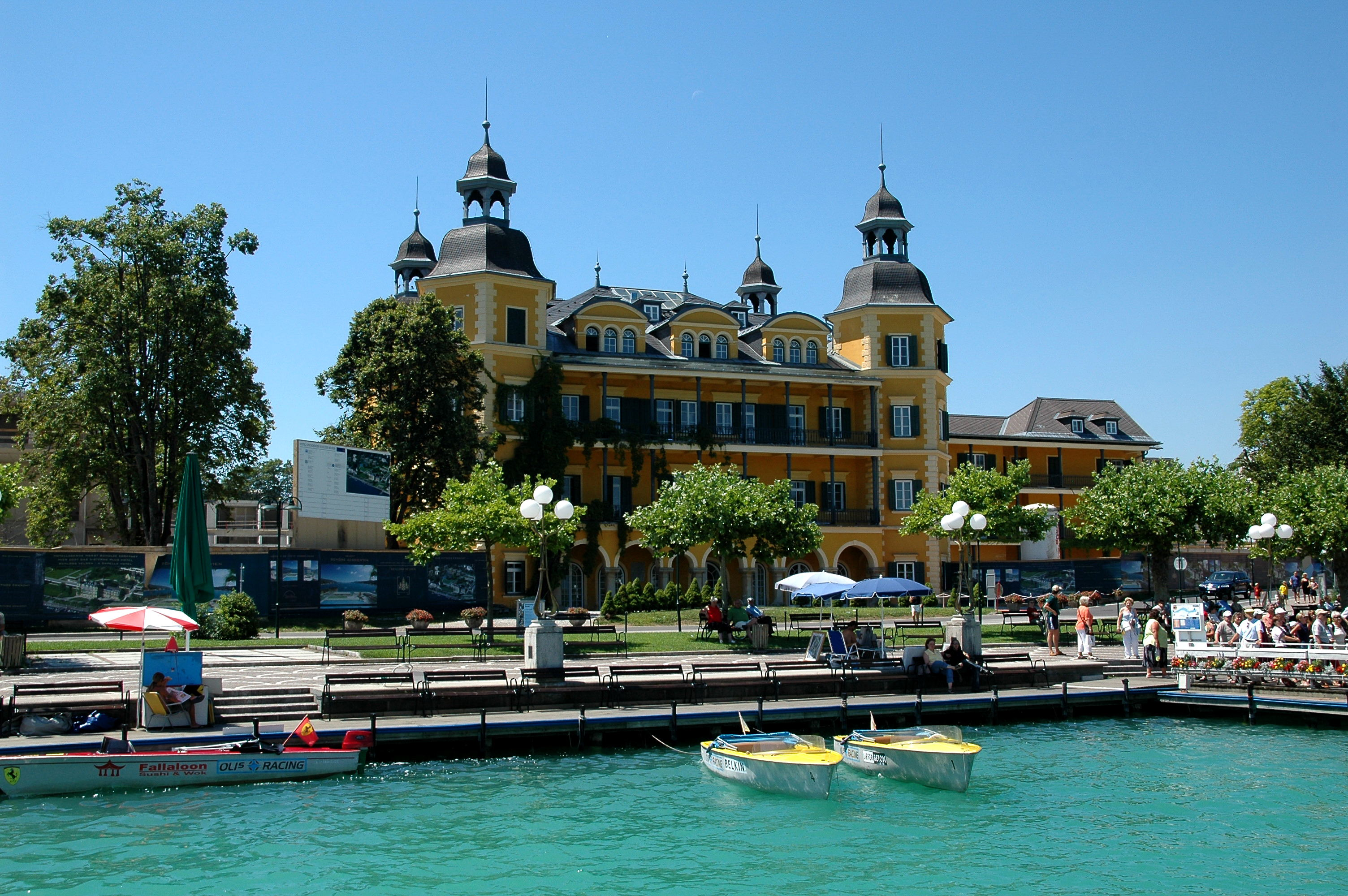
Schloss Velden

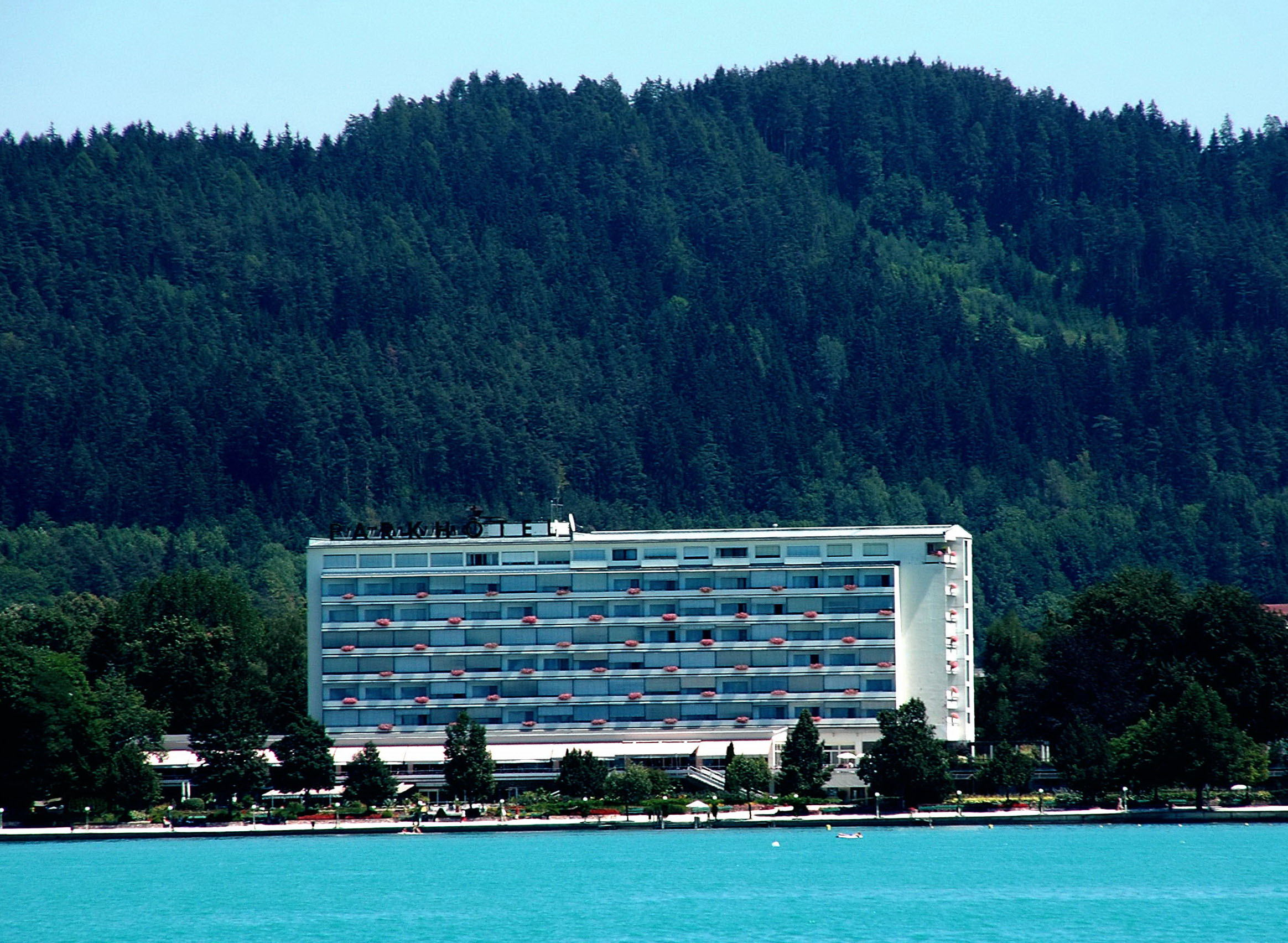
Parkhotel Pörtschach am Wörthersee

Der Wörthersee diente immer wieder als Drehort für Kino- und Fernsehfilme. Besonders der Produzent Karl Spiehs wählte die Umgebung immer wieder als Filmkulisse für seine Produktionen. 

Filme, die am Wörthersee spielen:
- Der Herr Kanzleirat (1948)
- Du bist die Rose vom Wörthersee (1952)
- Sonnenschein und Wolkenbruch (1956)
- Wenn die Musik spielt am Wörthersee (1962)
- Happy-End am Wörthersee (1964)
- Der gelbe Rolls-Royce (1964)
- Hilfe, ich liebe Zwillinge! (1969)
- Wenn die tollen Tanten kommen (1970)
- Die tollen Tanten schlagen zu (1971)
- Wenn mein Schätzchen auf die Pauke haut (1971)
- Rudi, benimm dich! (1971)
- Hochwürden drückt ein Auge zu (1971)
- Immer Ärger mit Hochwürden (1972)
- Meine Tochter – deine Tochter (1972)
- Wenn jeder Tag ein Sonntag wär (1973)
- Drei Wege zum See (1976)
- Popcorn und Himbeereis (1978)
- Zärtlich aber frech wie Oskar (1980)
- Ein dicker Hund (1982)
- Die Supernasen (1983)
- Zwei Nasen tanken Super (1984)
- Zärtliche Chaoten (1987)
- Ein Schloß am Wörthersee (1990–1992)
- Hochwürden erbt das Paradies (1993)
- Hochwürdens Ärger mit dem Paradies (1996)
- Fröhliche Chaoten (1997)
- Zwei Väter einer Tochter (2003)
- Zodiak – Der Horoskop-Mörder (2007)
- Der Arzt vom Wörthersee – Schatten im Paradies (2007)

## Unfälle
- Im Jahr 1945 ereignete sich eine Explosion auf einem Schiff der Wörtherseeschifffahrt, bei der ein Maschinist ums Leben kam.
- Am 30. Jänner 2018 wurden bei Maria Loretto in Klagenfurt in 9,5 Metern Tiefe Überreste eines Schlauchbootpaddlers entdeckt. Der Mann war bereits 1964 im Alter von 73 Jahren verunglückt – über 53 Jahre zuvor.[43]
- Ein Schadenersatzverfahren folgte einem Unfall vom 12. Juni 1977: Beim Versuch, das Motorschiff Klagenfurt der Klagenfurter Stadtwerke an der Landungsbrücke Pörtschach/Werzer anzulegen, kam es zur Kollision mit der Brücke. Kurz zuvor war ein Motorboot, das einen Wasserschifahrer zog, zwischen Schiff und Brücke hindurchgefahren, woraufhin der Kapitän seinen Kurs abrupt änderte und die Kollision verursachte.[44]
- Am 2. Juni 2017 kam es vor Maria Wörth zu einem tragischen Motorbootunfall. Bei einer scharfen Kurvenfahrt ging ein 44-jähriger Mann über Bord. Am folgenden Tag wurde er tot am Grund des Sees aufgefunden – mit schweren Kopfverletzungen durch eine Schiffsschraube. Der Unfallverursacher, ein ebenfalls 44-jähriger niederösterreichischer Topmanager, hatte das Boot betrunken rückwärts gesteuert und das Opfer überfahren.[45][46] Im Mai 2018 wurde der Niederösterreicher am Landesgericht Klagenfurt wegen grob fahrlässiger Tötung zu zehn Monaten unbedingter Haft verurteilt. Das Oberlandesgericht Graz bestätigte im Juli 2019 das Urteil, reduzierte jedoch das Strafmaß aufgrund der verspätet vorliegenden schriftlichen Urteilsbegründung auf neuneinhalb Monate.[47]

## Namensgebend
- Wörtherseemandl – Eine Figur der Sage zur Entstehung des Sees. Es gibt eine Brunnenfigur in der Kramergasse in  Klagenfurt am Wörthersee.
- Hotel Wörthersee – Gebäude aus 1897 am Westrand von Klagenfurt, zwischen Bahn und Straße, aus 1897, denkmalgeschützt, leerstehend.[48] November 2016 präsentierte ein polnischer Investor, der Eigentümer, vertreten durch seinen Architekten Kamil Chmielewski, Pläne für ein Apartmenthotel mit öffentlichem Restaurant; Bedarf nach Lärmschutz gegenüber Bahn und Autobahn und Badeverbot am Ufer bei der Werft werden erwähnt.[49]

- Wörthersee-Architektur – lokaler Stil aus 1864–1938
- Sonnblick am Wörthersee – Gästehaus in Pörtschach.[50]
- ehemalige Wörtherseebühne Klagenfurt (1999 – Abriss 2015)
- Wörthersee Stadion – Klagenfurt (bis 2009 Hypo Group Arena)
- Die sogenannte Wörtherseeautobahn war  die Bezeichnung eines Insel-Teilstücks der späteren Süd Autobahn. Diese Bezeichnung wird jedoch auch noch heute gelegentlich für das Autobahnteilstück der A 2 Süd-Autobahn zwischen den Abfahrten Klagenfurt-Wörthersee und Velden-Ost verwendet.
- Wörthersee Piraten – Basketballverein, Klagenfurt

- Klagenfurt trägt im Ortsnamen seit Mitte 2007 den Zusatz „am Wörthersee“.

- Die Ortschaften Pörtschach am Wörther See und Velden am Wörthersee unterscheiden sich erst durch den jeweiligen Zusatz „am Wörthersee“ von gleichlautenden anderen Orten in anderen Regionen Österreichs oder in anderen Staaten.

- Maria Wörth – Ort am Südufer

## OGH-Entscheid zu einer Anlandung
Durch die Regulierung der Glanfurt – laut orf.at ein Zufluss – kam es im Jahr 1885 im Bereich der Einmündung in Velden, vermutlich beim Damtschacherbach, zu einer Anlandung mit einer Fläche von rund 330 m².
Im Jahr 1932 wurde das angrenzende Ufergrundstück an die Kinder der bisherigen Eigentümer übergeben bzw. vererbt. Erst 1996 erhob die Republik Österreich im Namen der Bundesforste Anspruch auf das angelandete Grundstück und klagte auf Besitzübertragung.
Der Oberste Gerichtshof entschied jedoch im Jahr 2015 zugunsten der Ufergrundbesitzer: Das durch eine künstliche Maßnahme entstandene Grundstück sei bereits 1932 rechtmäßig ersessen worden.